# Jornal das Famílias
O Jornal das Famílias (1863-1878) foi um periódico da cidade do Rio de Janeiro, no Brasil. Teve, como um de seus colaboradores, o escritor Machado de Assis. O periódico originou-se da Revista Popular (1858-1862). Era destinado ao público feminino, que crescia consideravelmente na época. Seu editor era Baptiste Louis Garnier.